# Viador (conde)
Viador (em latim: Viator) foi um oficial romano ocidental do século V, ativo após a Queda do Império Romano do Ocidente em 476. É citado em 480, quando serviu como conde sob o imperador romano deposto Júlio Nepos (r. 474–480). Ele provavelmente participou da conspiração de Ovida, na qual o imperador foi assassinado próximo a Salona no mesmo ano.